# Vodka martini
Vodka martini, også kaldet vodkatini[kilde mangler], er en drink, som er en variant af dry martini bestående af vodka og vermouth.
En standard vodka martini består af vodka, dry vermouth og is. Ingredienserne enten røres eller rystes sammen i en shaker. Drinken serveres uden is, pyntet med enten en oliven, en skive citron eller kapers. 
James Bonds originale variant kaldet Vesper Martini,  består af 6 dele gin, 2 dele vodka og 1 del Kina Lillet, dette rystes sammen i en shaker med is og serveres i et Martini glas med et bred snit af skallen fra en citron.</Fra bogen Ian Flemings Casino Royale (1953)> 
I filmene er det dog vodka martini James Bond beder om, grundet product placement af diverse vodkaproducenter.[kilde mangler]
| Mad og drikke | Spire Denne artikel om mad og drikke er en spire som bør udbygges. Du er velkommen til at hjælpe Wikipedia ved at udvide den. |